# Târgu Secuiesc

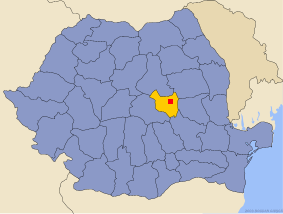
Stadens läge i Rumänien.

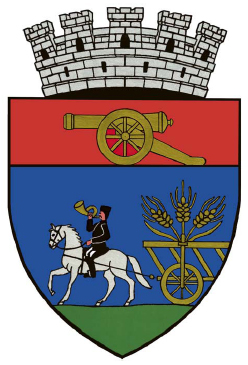
Stadens vapen.

Târgu Secuiesc (ungerska Kézdivásárhely) är en stad i județet Covasna i centrala Rumänien. Staden hade 18 491 invånare under folkräkningen 2011. Cirka 90 procent av stadens befolkning är szekler, en ungersk folkgrupp.